# François Hugues
François Hugues (París, Francia, 13 de agosto de 1896 - Ídem, 16 de diciembre de 1965) fue un futbolista internacional francés conocido sobre todo por su carrera internacional y por su estadía en el Red Star FC, que incluyó dos períodos que abarcan más de 14 años. Con el Red Star, Hugues ganó dos títulos de la Copa de Francia en 1921 y 1923. También jugó para Stade Rennais, FC Lyon y Suisse Paris. Durante su tiempo como internacional, Hugues fue considerado uno de los mejores jugadores franceses de su generación.
Hugues hizo su debut internacional el 9 de marzo de 1919 en un empate 2-2 con Bélgica. Fue miembro de los equipos  que participaron en las ediciones de 1920 y 1924 de los Juegos Olímpicos. Hugues usó el brazalete de capitán para el equipo nacional en tres ocasiones. En su partido final como internacional, lució el brazalete en una derrota por 6-0 ante Inglaterra.

## Equipos

### Como jugador
| Equipo                         | País    | Años      | PJ | Goles |
| ------------------------------ | ------- | --------- | -- | ----- |
| Red Star FC                    | Francia | 1913-1921 | ?  | ?     |
| Stade Rennais                  | Francia | 1921–1922 | 18 | 2     |
| Red Star FC                    | Francia | 1922-1927 | ?  | ?     |
| FC Lyon                        | Francia | 1927-1933 | ?  | ?     |
| Suisse Paris                   | Francia | 1933-1934 | ?  | ?     |
| Selección de fútbol de Francia | Francia | 1919–1927 | 24 | 1     |

### Como entrenador
| Equipo       | País    | Años |
| ------------ | ------- | ---- |
| SC Bel-Abbès | Argelia | 1950 |

## Palmarés

### Campeonatos nacionales
| Título          | Club        | Año  |
| --------------- | ----------- | ---- |
| Copa de Francia | Red Star FC | 1921 |
| Copa de Francia | Red Star FC | 1923 |